# Klaus Filbry
Klaus Filbry (* 9. Januar 1967 in Münster) ist ein deutscher Fußballfunktionär und Sportökonom. Seit November 2012 ist er Vorsitzender der Geschäftsführung, Geschäftsführer Marketing und Management sowie kommissarischer Geschäftsführer Finanzen der Werder Bremen GmbH & Co. KGaA. In der Öffentlichkeit tritt er seither als Clubchef auf. Zuvor war er bereits drei Jahre lang bei Werder als Geschäftsführer Marketing, Management und Finanzen tätig.

## Biografie
Klaus Filbry besuchte in Münster das Gymnasium Wolbeck. Nach dem Abitur absolvierte er in den Vereinigten Staaten und in Großbritannien ein Studium der Betriebswirtschaftslehre, das er an der Universität von Bristol mit dem akademischen Grad Master of Business Administration abschloss. 1994 begann er eine 15-jährige Laufbahn in der Geschäftsführung des Sportartikel-Herstellers Adidas als Assistent der Geschäftsführung. Von 1995 bis 1997 leitete er den Bereich Basketball, anschließend war er als Produktchef für den europäischen Markt zuständig. Nach vier Jahren als Chef der Abteilung für Individualsportarten wechselte Filbry 2004 in die Nordamerika-Abteilung von Adidas und stieg 2008 zum Vizepräsidenten der weltweiten Fußballvermarktung von Adidas auf.
Zum 1. Januar 2010 wechselte Filbry in die Geschäftsführung von Werder Bremen und löste dort Manfred Müller ab.
Neben Studium und Beruf war Filbry über viele Jahre selbst als Fußballspieler aktiv. So lief er in England für Wigan Athletic in der dritten Liga auf und schnürte auch für die Amateure des 1. FC Nürnberg und für Jahn Forchheim seine Fußballstiefel. In seiner Jugend spielte er in Münster-Wolbeck für den VfL Wolbeck, dessen Trikot er trug, als er 1990 als bester Spieler der Stadtmeisterschaft ausgezeichnet wurde.